# پودینگ میوه
پودینگ میوه یک غذای اسکاتلندی است که مخلوطی از آرد گندم یا بلغور جو دوسر یا آرد سوخاری، گوشت گاو، شکر قهوه ای، مویز، کشمش، نمک و دارچین است که به شکل یک سوسیس بزرگ در می‌آید. 
به‌طور معمول به صورت برش خورده و سرخ شده، یک ویژگی اختیاری از صبحانه سنتی اسکاتلندی است.   اگرچه در این زمینه به عنوان بخشی از یک غذای خوش طعم سرو می‌شود، اما رابطه نزدیک آن با پیراشکی کلوچه به این معنی است که ممکن است به عنوان دسر سرو می‌شود
بسیاری از تولیدکنندگان اسکاتلندی سوسیس، سوسیس برش خورده، پودینگ سیاه، پودینگ سفید و هاگیس نیز پودینگ میوه درست می‌کنند.  یافتن یک «بسته صبحانه» متشکل از سوسیس، سوسیس تکه‌شده، پودینگ سیاه و پودینگ میوه برای فروش در مغازه‌های اسکاتلندی غیرمعمول نیست.
در لندن، الکس هاروی، نوازنده راک، لوازم صبحانه اسکاتلندی خود، از جمله پودینگ میوه، را از فورتنوم و میسون خریداری کرد. 

### کتابشناسی مرجع
- Andrews, Colman (2016). "Breakfast". The British Table: A New Look at the Traditional Cooking of England, Scotland, and Wales. Abrams. ISBN 978-1-61312-211-2.
- Dening, Sophie (2012-03-02). "Scottish highlands: six of the best family-run places to stay". The Daily Telegraph.
- Donnelly, Brian (2013-01-30). "Haggis brand to remain in Scotland". The Herald.
- Munro, John Neil (October 4, 2011). The Sensational Alex Harvey. Birlinn. ISBN 978-0-85790-152-1.
- Scotney, John (November 1, 2009). Scotland - Culture Smart!: The Essential Guide to Customs & Culture. Kuperard. ISBN 978-1-85733-621-4.